# International Airlines Group
International Consolidated Airlines Group S.A. eller International Airlines Group (IAG) er et engelsk-spansk multinationalt fly-holdingselskab med hovedkvarter London. Det blev etableret i 2011 ved en fusion mellem British Airways og Iberia.